# ۱۲۲۲ (میلادی)
۱۲۲۲ (میلادی)، هزار و دویست و بیست و دومین سال تقویم میلادی است.

## زادگان

### فوریه
- ۱۶ فوریه - نیچیرن، بنیانگذار فرقهٔ بوداگرایی نیچیرن. (درگذشتهٔ ۱۲۸۲)

### تاریخ نامعلوم
- منصور قلاوون، سلطان مصر از سال ۱۲۷۹ تا ۱۲۹۰ میلادی. (درگذشتهٔ ۱۲۹۰)
- نورالدین اسعردی، شاعر هزل‌سُرای عربی ایُوبی در نیمهٔ اول سدهٔ هفتم هجری. (درگذشتهٔ ۱۲۵۸)

## درگذشتگان

### فوریه
- ۱ فوریه - الکسیوس یکم ترابوزان، فرمانروا و بنیانگذار امپراتوری ترابوزان. (زادهٔ ۱۱۸۲)
- ۴ فوریه - ویلم یکم، گراف هلند، کنت هلند. (زادهٔ ۱۱۶۷)

### ژوئن
- ۲۳ ژوئن - کنستانس آراگون، ملکهٔ مجارستان، آلمان، امپراتریس مقدس روم و سیسیل، و همسر فریدریش دوم، امپراتور مقدس روم. (زادهٔ ۱۱۷۹)

### اوت
- ۱ اوت - ریموند ششم، کنت تولوز، پسر ریموند پنجم، کنت تولوز. (زادهٔ ۱۱۵۶)

### نوامبر
- تئودور یکم لاسکاریس، نخستین امپراتور امپراتوری نیقیه. (زادهٔ ۱۱۷۴)

### تاریخ نامعلوم
- ابن نبیه، شاعر مصری. (زادهٔ ۱۱۶۵)

‎